# Classic Loire Atlantique
Classic Loire Atlantique – kolarski wyścig jednodniowy, rozgrywany od 2000 w okolicach francuskiej miejscowości La Haie-Fouassière.
Pierwsza edycja imprezy odbyła się w 2000. W 2003 wyścig został włączony do kalendarza UCI (z kategorią 1.5), a od 2005 jest częścią cyklu UCI Europe Tour – początkowo z kategorią 1.2, a od 2011 z kategorią 1.1.

## Zwycięzcy
Opracowano na podstawie:
| Rok  | Pierwsze              | Drugie               | Trzecie            |          |
| ---- | --------------------- | -------------------- | ------------------ | -------- |
| 2000 | Frédéric Delalande    | Emmanuel Mallet      | Gilles Canouet     |          |
| 2001 | Nicolas L'Hôte        | Erki Pütsep          | Jonathan Dayus     |          |
| 2002 | Rune Jogert           | Ludovic Rousselot    | Lloyd Mondory      |          |
| 2003 | Thomas Voeckler       | Anthony Charteau     | Sébastien Hinault  |          |
| 2004 | Erki Pütsep           | Denis Robin          | Franck Pencolé     |          |
| 2005 | José Alberto Martínez | Alberto Benito       | Alaksandr Usau     |          |
| 2006 | Siergiej Kolesnikow   | Noan Lelarge         | Mathieu Drujon     |          |
| 2007 | Nicolas Jalabert      | Jurij Trofimow       | Piotr Zieliński    |          |
| 2008 | Mikel Gaztañaga       | Jimmy Casper         | Frédéric Finot     |          |
| 2009 | Cyril Bessy           | Michael Reihs        | David Le Lay       |          |
| 2010 | Laurent Mangel        | Renaud Dion          | Pierrick Fédrigo   |          |
| 2011 | Lieuwe Westra         | Bert Scheirlinckx    | Yohan Cauquil      |          |
| 2012 | Florian Vachon        | Mirko Selvaggi       | Sébastien Delfosse |          |
| 2013 | Edwig Cammaerts       | Jauhienij Hutarowicz | Laurent Pichon     |          |
| 2014 | Alexis Gougeard       | Kenneth Vanbilsen    | Wesley Kreder      |          |
| 2015 | Alexis Gougeard       | Marco Marcato        | Anthony Delaplace  |          |
| 2016 | Anthony Turgis        | Loïc Chetout         | Kévin Ledanois     |          |
| 2017 | Laurent Pichon        | Thomas Boudat        | Hugo Hofstetter    |          |
| 2018 | Rasmus Quaade         | Daniel Hoelgaard     | Armindo Fonseca    |          |
| 2019 | Rudy Barbier          | Marc Sarreau         | Rory Townsend      |          |
| 2020 | odwołany              | odwołany             | odwołany           | odwołany |
| 2021 | Alan Riou             | Valentin Madouas     | Dorian Godon       |          |
| 2022 | Anthony Perez         | Lewis Askey          | Matis Louvel       |          |
| 2023 | Axel Zingle           | Laurence Pithie      | Maikel Zijlaard    |          |
| 2024 | Paul Lapeira          | Tom Van Asbroeck     | Emmanuel Morin     |          |
| 2025 | odwołany              | odwołany             | odwołany           | odwołany |